# Quercus rex
Quercus rex är en bokväxtart som beskrevs av William Botting Hemsley. Quercus rex ingår i släktet ekar, och familjen bokväxter. IUCN kategoriserar arten globalt som otillräckligt studerad. Inga underarter finns listade i Catalogue of Life.